# Rhufoniog
Rhufoniog était un royaume gallois vassal du Royaume de Gwynedd. Créé vers 445 par Rhwfon ap Cunedag un fils de Cunedda, il fut absorbé par le Gwynedd vers 540.

## Histoire
Le royaume se trouve désormais inclus le Denbighshire, et dans l'ouest du Conwy. Selon les Généalogies du Jesus College MS. 20, le royaume aurait été gouverné par les rois suivants : 
« Amor m morith m aidan m mor m brochuael m kuneda wledic ».  
Le roi Moreith ap Aidan, aurait régné vers 520 mais on ne sait rien de sa vie.